# Kazuya Nagayama
Kazuya Nagayama (japanisch 長山 一也 Nagayama Kazuya; * 1. April 1982 in der Präfektur Kagoshima) ist ein japanischer Fußballspieler.

## Karriere
Nagayama erlernte das Fußballspielen in der Universitätsmannschaft der Hōsei-Universität. Seinen ersten Vertrag unterschrieb er 2004 bei Shizuoka FC. 2005 wechselte er zum Drittligisten ALO'S Hokuriku (heute: Kataller Toyama). Am Ende der Saison 2008 stieg der Verein in die J2 League auf. Ende 2010 beendete er seine Karriere als Fußballspieler.